# Castanopsis brevispinula
Castanopsis brevispinula ist eine in Südostasien vorkommende Art der Scheinkastanien (Castanopsis) aus der Familie der Buchengewächse.

## Merkmale
Castanopsis brevispinula ist ein immergrüner, bis etwa 18 Meter hoher Baum. Der Stammdurchmesser erreicht über 30 Zentimeter. 
Die kurz gestielten, leicht ledrigen, kahlen, unterseits helleren Laubblätter sind an Basis und an der Spitze stumpf bis spitz. 
Die Fruchtbecher (Cupulae) sind mit einfachen Stacheln besetzt. Die Stacheln sind gerade, dichtstehend und verdecken die Oberfläche des Fruchtbechers komplett. Die Fruchtbecher sind inklusive Stacheln höchstens vier Zentimeter im Durchmesser, meist 2,5 bis 4 Zentimeter. Jeder Fruchtbecher enthält nur drei, selten zwei kleine Nüsse, die er zu zwei Drittel bis drei Viertel einschließt. Die Nuss ist breiter als lang und an Spitze wie Basis abgeflacht.
Blütezeit ist von März bis Juni, die Fruchtreife erfolgt von März bis November.

## Verbreitung und Standorte
Die Art kommt in Thailand und Laos vor. Sie wächst in tieferen immergrünen Bergwäldern und Eichen-Kiefern-Wäldern in rund 650 bis 1600 m Seehöhe, meist 1000 bis 1400 m.

## Belege
- Chamlong Phengklai: A synoptic account of the Fagaceae of Thailand. In: Thai Forest Bulletin. 2006, Band 34, S. 53–175.
- Castanopsis brevispinula in der Flora of Thailand.